# Rufat Asadowitsch Riskijew

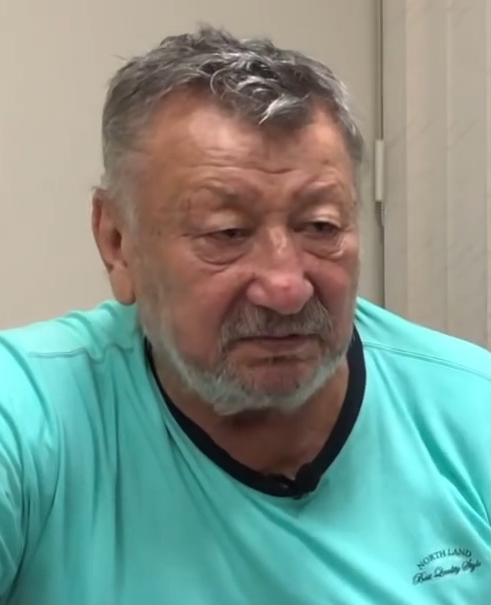
2020

Rufat Asadowitsch Riskijew (usbekisch Rufat Risqiyev; * 2. Oktober 1949) ist ein ehemaliger sowjetischer Boxer usbekischer Herkunft. Er war Weltmeister der Amateurboxer 1974 und Gewinner der Silbermedaille bei den Olympischen Spielen 1976 jeweils im Mittelgewicht.

## Werdegang
Rufat Riskijew begann im Alter von 14 Jahren in Taschkent mit dem Boxen. Sein erster Trainer war B. Granatkin. Er entwickelte sich rasch zu einem technisch hervorragenden und beidhändig schlagstarken Kämpfer. Mit 18 Jahren wurde er Mitglied von „Dynamo“ Taschkent. Seinen ersten Sieg bei einem wichtigen Box-Turnier landete er 1968 in Leningrad, als er im Mittelgewicht Sieger des 4. „Olympic Hope Tournaments“ wurde.
Im Januar 1969 wurde er in Moskau bei einem Länderkampf zwischen der Sowjetunion und Polen eingesetzt. Er unterlag dabei dem erfahrenen polnischen Meister Edmund Hebel nach Punkten. Im Mai 1969 gewann er das 5. „Olympic Hope Tournament“, das dieses Mal in Lodz stattfand im Mittelgewicht mit Siegen über Zozef Petrak, Polen, Metodi Metodiew aus Bulgarien und Heinz Thüran aus der DDR. Auch 1970 gelang ihm noch nicht der ganz große Sprung in die sowjetische Elite. Er trat in diesem Jahr nur beim „Strandja“-Turnier in Sofia in Erscheinung, bei dem er im Finale gegen Plamen Trenew aus Bulgarien verlor.
1971 startete er erstmals bei der sowjetischen Meisterschaft und belegte dabei im Mittelgewicht den 3. Platz. Im Halbfinale verlor er gegen Anatoli Pankratow nach Punkten. Im Juli des Jahres 1971 gelang ihm dann der erste große Erfolg seiner Laufbahn. Er gewann das Mittelgewichts-Turnier bei der Völker-Spartakiade in Moskau. Dabei wurde er im Halbfinale Punktsieger über Wjatscheslaw Lemeschew und siegte im Finale über W. Abramowitsch durch K. o. in der 1. Runde.
1972 siegte Rufat Riskijew beim „Golden Gloves“-Turnier in Belgrad und gewann auch das Turnier „Giraldo Cordova Cardin“ in Havanna mit einem Punktsieg im Finale über Orlando Stable aus Kuba. Bei der sowjetischen Meisterschaft gewann er mit einem Sieg im Endkampf über Wladimir Tarasenkow erstmals den sowjetischen Meistertitel im Mittelgewicht. Er hatte damit berechtigte Chancen für die Olympischen Spiele in München nominiert zu werden. Nach längerem Hin und Her entschied sich Cheftrainer Wladimir Stepanow aber nicht für ihn, sondern für Wjatscheslaw Lemeschew. Für Rufat Riskijew eine bittere Entscheidung.
1973 musste Rufat Riskijew im Finale der sowjetischen Meisterschaft gegen Anatoli Klimanow eine techn. K.-o.-Niederlage in der 3. Runde hinnehmen. Bei der Europameisterschaft dieses Jahres musste er deshalb wieder zurückstehen. 1974 gelang ihm dann der zweite Titelgewinn bei einer sowjetischen Meisterschaft. Im Finale bezwang er dieses Mal Anatoli Klimanow klar nach Punkten. Im gleichen Jahr wurden in Havanna erstmals Box-Weltmeisterschaften ausgetragen. Rufat Riskijew bekam dort endlich seine Chance bei einer großen internationalen Meisterschaft anzutreten. Er packte diese Gelegenheit beim Schopf und wurde mit einem K.-o.-Sieg in der 1. Runde über Stan Williamson, Kanada, Punktsiegen über Alexander Yanakiew, Bulgarien und Ricardo Rocha, Argentinien, einem K.-o.-Sieg in der 1. Runde über Bernd Wittenburg aus der DDR und einem knappen 3:2-Punktsieg im Finale über Alec Năstac aus Rumänien Weltmeister im Mittelgewicht.
1975 wurde Rufat Riskijew wieder sowjetischer Meister im Mittelgewicht. Er besiegte dabei im Finale den Olympiasieger von 1972 Wjatscheslaw Lemeschew nach Punkten. Trotzdem wurde bei der Europameisterschaft dieses Jahres in Kattowitz nicht er, sondern Lemeschew eingesetzt.
Im Januar 1976 gewann Rufat Riskijew in Taschkent in einem Länderkampf UdSSR gegen USA im Mittelgewicht über Michael Spinks nach Punkten. Er holte sich dann bei der sowjetischen Meisterschaft mit einem Sieg über Gennadi Tolmaschew, der im Halbfinale Wjatscheslaw Lemeschew ausgeschaltet hatte, erneut den sowjetischen Meistertitel im Mittelgewicht. Bei den Olympischen Spielen 1976 in Montreal wurde er daraufhin im Mittelgewicht an den Start geschickt. In Montreal gewann Rufat Riskijew durch K. o. in der 1. Runde über Jorma Taipale aus Finnland, nach Punkten über Ilja Dimitrow aus Bulgarien, durch Abbruch in der 2. Runde über Siraj Din aus Pakistan und im Halbfinale knapp mit 3:2 Richterstimmen über Luis Felipe Martínez aus Kuba und stand damit im Finale. Dort traf er auf Michael Spinks, den er im Januar in Taschkent noch geschlagen hatte. In Montreal drehte Michael Spinks aber den Spieß um und bezwang Riskijew durch technische Überlegenheit in der 2. Runde. Rufat Riskijew gewann damit die olympische Silbermedaille.
Nach dem Olympischen Box-Turnier 1976 trat Rufat Riskijew nicht mehr in Erscheinung. Er bestritt in seiner Laufbahn 189 Kämpfe, von denen er 174 gewann.

## Länderkämpfe
- 1969 in Moskau, UdSSR gegen Polen, Punktniederlage gegen Edmund Hebel,
- 1972 in Moskau, UdSSR gegen USA, Punktniederlage gegen Marvin Johnson,
- 1975 in Las Vegas, USA gegen UdSSR, Abbruch-Sieger 2. Runde über Frank Woods,
- 1975 in Cincinnati, USA gegen UdSSR, Punktsieger über Bob Morgan,
- 1976 in Taschkent, UdSSR gegen USA, Punktsieger über Michael Spinks

## UdSSR-Meisterschaften mit Rufat Riskijew
- 1971: 1. Juozas Juocevičius, 2. Anatoli Pankratow, 3. Rufat Riskijew u. Anatoli Klimanow,
- 1972: 1. Rufat Riskijew, 2. Wladimir Tarasenkow, 3. Victor Kurikow u. W. Sokolow,
- 1973: 1. Anatoli Klimanow, 2. Rufat Riskijew, 3. Juozas Jucevicius u. Anatoli Kurikow,
- 1974: 1. Rufat Riskijew, 2. Anatoli Klimanow, 3. Gennadi Tolmachew u. Anatoli Kurikow,
- 1975: 1. Rufat Riskijew, 2. Wjatscheslaw Lemeschew, 3. Anatoli Klimanow u. Wladyslaw Fesyuk,
- 1976: 1. Rufat Riskijew, 2. Gennadi Tolmachew, 3. Wjatscheslaw Lemeschew u. Ruben Jengibarjan